# Parlament Palota
A Parlament Palota (románul: Palatul Parlamentului), más néven a Köztársaság Háza (Casa Republicii) vagy korábbi, eredeti nevén a Nép Háza vagy Népek Palotája (Casa Poporului) Románia parlamentjének székhelye, amely a Dealul Spirii tetején található Bukarestben, az ország fővárosában. A Parlament Palota a világ második legnagyobb parlamentépülete és a harmadik legnagyobb alapterületű közigazgatási épület, és a paloták közül is a 3. helyen áll. A palota magassága eléri a 84 métert, alapterülete 365 000 m² és légtérfogata 2 550 000 m³. Ez a világ egyik legnehezebb épülete, tömege mintegy 4 098 500 tonna (viszonyításképpen a gízai nagy piramis tömege 5,75 millió tonna). Az épületet Anca Petrescu főépítész tervezte és felügyelte a munkálatokat, egy körülbelül 700 fős építészcsapat és 20 000 munkás 13 éven át dolgozott rajta 1984 és 1997 között. A palota modernista neoklasszicista építészeti stílusban épült, de jócskán magán viseli a szocialista realizmus jegyeit is. A palotát Nicolae Ceaușescu, a kommunista Románia államfője rendelte meg egy olyan időszakban, amikor a személyi kultusz jelentősen megnőtt az ő és felesége személye iránt. Az épület Ceaușescu megalomániájának jelképévé vált, ám már csak több évvel az 1989-es román forradalom és a diktátor kivégzése után készült el.
A 23 részre tagolódó, több mint 1000 teremmel rendelkező, díszes belső teréről ismert palota a román parlament két házának, a szenátusnak (Senat) és a képviselőháznak (Camera Deputaților), valamint három múzeumnak és egy nemzetközi konferenciaközpontnak ad otthont. A palotában található múzeumok a Kortárs Művészeti Nemzeti Múzeum, a 2015-ben nyílt Kommunista Totalitarizmus Múzeumaés a Palotamúzeum. Bár a palota az építkezés idején eredetileg a Köztársaság Háza nevet viselte, az 1989. decemberi forradalom után széles körben a Nép Háza néven vált ismertté. Lenyűgöző adottságai miatt állami intézmények és nemzetközi szervezetek által szervezett rendezvényeket, például konferenciákat és szimpóziumokat tartanak benne, ennek ellenére az épület mintegy 70%-a üresen áll.
2020-tól a Parlamenti Palota értékét 4 milliárd euróra becsülték, ezzel a világ legdrágább közigazgatási épülete lett, ám a fenntartása is igen drága, csak a fűtés, az áram és a világítás költségei meghaladják az évi 6 millió dollárt.
A képviselőház korábbi palotája ma a román ortodox egyház patriarchátusi palotájaként szolgál.

## Fekvése
A Parlament Palota az 5. szektorban található Bukarest központi részén, a Dealul Spirii (Spirea-hegy), másik nevén Dealul Arsenalului (Arzenál-hegy) tetején, más néven Dealul Arsenalului (Arsenal hegy). A Palotával egy időben épült, 3,5 kilométer hosszú Bulevardul Unirii (Egyesülés körút) nyugati végén található, nyugatról és északnyugatról az Izvor utca, északról az Egyesült Nemzetek sugárútja, keletről a Szabadság sugárút, délről pedig a Calea 13 Septembrie (Szeptember 13. utca) határolja.

## Építészeti jellemzői

### Általános jellemzők
A palota építése 1984-ben kezdődött, és eredetileg két év alatt kellett volna befejeződnie. A projektet 1990-ig meghosszabbították, de a mai napig nem fejeződött be teljesen az eredeti tervek szerint. Az összesen 1100 nagy méretű tárgyalóteremből mindössze két nagyterem és további 400 készült el, illetve van használatban. Alapterülete 270-szer 240 méter, talajszint feletti magassága 86 méter, de további 92 méterre nyúlik le a föld alá. Ez 12 föld feletti és 8 föld alatti emeletet tesz ki.
Az épületnek nyolc földalatti szintje van, a legmélyebb egy nukleáris bunkernek ad otthont, amelyet 20 km hosszú alagút köt össze a főbb állami intézményekkel. A bunker egy 1,5 méter vastag betonfalakkal ellátott helyiség, amelyet sugárzásállónak szántak. Az óvóhely egy főcsarnokból - főhadiszállás, amely telefonos összeköttetéssel rendelkezett volna Románia összes katonai egységével - és több, az állami vezetés számára kialakított lakrészből áll, amelyeket háború esetén kellett volna használni.
A palota 365 000 m²-es alapterületével a világ harmadik legnagyobb közigazgatási épülete az Egyesült Államokban található Pentagon és a 2021-ben elkészült thaiföldi Sappaya-Sapasathan után. Térfogatát tekintve is a legmasszívabb épületek közé tartozik,  2 550 000 m³: összehasonlításképpen az épület 2%-kal meghaladja az gízai nagy piramis térfogatát, amivel egyes forrásokban kiérdemelte a „fáraói” jelzőt. A tömege viszont jelentősen, mintegy 40%-kal elmarad tőle, de a mintegy 4 098 500 tonnájával még így is a világ legnagyobbjai közé tartozik.
A Parlamenti Palota súlya miatt évente 6 mm-t süllyed. Az adatokat elemző román szakemberek azzal magyarázták, hogy a palota hatalmas súlya miatt az épület alatti üledékrétegek összetömörödnek.

### Felhasznált anyagok
Az épületet szinte teljes egészében romániai eredetű anyagokból építették. A kevés kivételek közé tartoznak a Nicolae Bălcescu-terem ajtajai, amelyeket Ceaușescu barátjától, Mobutu Sese Sekótól, Zaire (ma Kongói Demokratikus Köztársaság) hosszan regnáló totalitárius diktátorától kapott ajándékba.
A felhasznált anyagok között szerepel 3500 tonna kristály, melyből 480 csillárt, 1409 mennyezeti lámpát és tükröt gyártottak; 700 000 tonna acél és bronz a monumentális ajtókhoz és ablakokhoz, csillárokhoz és oszlopfőkhöz; 1 000 000 m³ márvány, 900 000 m³ fa (melynek több, mint 95%-ban hazai eredetű) a parkettához és lambériához, többek között dió, tölgy, cseresznye, szil, hegyi juhar; 200 000 m² összfelületű különböző méretű gyapjúszőnyegek (a nagyobb szőnyegek némelyikének szövéséhez gépeket kellett az épület belsejébe vinni); bársony és brokát függönyök, ezüst és arany hímzésekkel és passzázsokkal díszítve.

## Fordítás
- Ez a szócikk részben vagy egészben  a   Parlamentspalast című német Wikipédia-szócikk ezen változatának fordításán alapul.  Az eredeti cikk szerkesztőit annak laptörténete sorolja fel. Ez a jelzés csupán a megfogalmazás eredetét és a szerzői jogokat jelzi, nem szolgál a cikkben szereplő információk forrásmegjelöléseként.
- Ez a szócikk részben vagy egészben  a   Palace of the Parliament című angol Wikipédia-szócikk ezen változatának fordításán alapul.  Az eredeti cikk szerkesztőit annak laptörténete sorolja fel. Ez a jelzés csupán a megfogalmazás eredetét és a szerzői jogokat jelzi, nem szolgál a cikkben szereplő információk forrásmegjelöléseként.